# .gq
.gq este un domeniu de internet de nivel superior, pentru Guineea Ecuatorială (ccTLD).